# Haloptilus ocellatus
Haloptilus ocellatus är en kräftdjursart som beskrevs av Wolfenden 1905. Haloptilus ocellatus ingår i släktet Haloptilus och familjen Augaptilidae. Inga underarter finns listade i Catalogue of Life.